# Myrmeleon nigratus
Myrmeleon nigratus är en insektsart som beskrevs av Luisa Eugenia Navas 1918. Myrmeleon nigratus ingår i släktet Myrmeleon och familjen myrlejonsländor. Inga underarter finns listade i Catalogue of Life.